# Hugo IX de Lusinhão
Hugo IX de Lusinhão (1163 – Damieta, 5 de novembro de 1219), Senhor de Lusinhão, Conde de La Marche e Conde de Angolema.

## Biografia
Neto e sucessor de Hugo VIII de Lusinhão, Senhor de Lusinhão pelo seu pai Hugo, e sobrinho de Guido de Lusinhão e de Amalrico II de Lusinhão, ambos reis de Jerusalém e de Chipre.
Por volta do ano de 1194, Hugo IX casou-se com Matilda de Angolema, única filha de Vulgrino III de Angolema, dito Taillefer, Conde de Angolema e irmão do conde de Angolema Aymar Taillefer. Desse casamento Hugo obtém o condado de Angolema. Hugo X de Lusinhão é o único filho dessa relação.
Em Agosto de 1200, quando Hugo IX já tornou o seu filho Hugo X de Lusinhão noivo de Isabel de Angolema, filha de Aymar Taillefer, João sem Terra rapta a jovem noiva para a desposar. Hugo IX apela então ao rei de França para obter justiça. Como João sem Terra recusa apresentar-se, tal permite a Filipe Augusto anunciar o confiscar dos bens dos Plantagenêts em França.
Em 1208, Hugo IX cede as suas terras ao seu filho e inicia uma viagem à Terra Santa, onde pretende terminar os seus dias, morrendo em Damieta a 5 de Novembro de 1219.
Em 1220, o seu filho Hugo X casa com Isabel, a sua antiga noiva, viúva de João sem Terra.